# Recenjak
Recenjak este o localitate din comuna Lovrenc na Pohorju, Slovenia, cu o populație de 193 de locuitori.